# Durchstarten

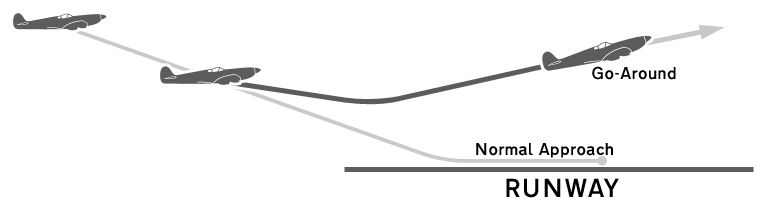
Abfolge in graphischer Darstellung

Als Durchstarten (englisch go-around) bezeichnet man ein Flugmanöver, bei dem ein begonnener Landeanflug nicht mit einer Landung abgeschlossen, sondern durch Gasgeben und Übergang in den Steigflug abgebrochen wird.
Durchstarten wird von der Flugsicherung angeordnet oder eigenverantwortlich vom Piloten durchgeführt. Häufigster Auslöser sind Fehlanflüge beziehungsweise das Nichterkennen der Landebahn oder der Anflugbefeuerung an der Entscheidungshöhe DA/DH beziehungsweise MDA/MDH.
Ein weiterer Anwendungsfall für das Durchstarten ist das Training von Anflug und Landung: Hierbei wird nach erfolgreichem Landeanflug noch vor (Low Approach) oder unmittelbar nach dem Aufsetzen (Touch-and-Go) durchgestartet. Auf diese Weise können in kürzerer Zeit wesentlich mehr Anflüge und Landungen trainiert werden, als wenn man erst landen, bremsen und von der Piste rollen würde, um dann vom Beginn der Startbahn erneut zu starten.
Ist das Aufsetzen und Durchstarten nicht geplant wie beim Touch-and-Go, sondern erfolgt das Durchstarten nach Aufsetzen zum Abwenden einer Gefahr für Flugzeug und Passagiere, wird dies auch als Balked Landing bezeichnet.

## Durchstarten als Flugmanöver
Das Durchstarten an sich wird nicht als Zwischenfall gewertet (wohl aber möglicherweise die Gründe für das Durchstarten, zum Beispiel Fahrzeuge auf der Landebahn), sondern als ein möglicher Abschluss des Landeanfluges neben der erfolgreichen Landung. Dabei zählt das Durchstarten als Flugmanöver und wird üblicherweise gefolgt von einer Platzrunde, um erneut in den korrekten Ausgangspunkt für den Landeanflug zu gelangen. Moderne Flugzeuge verfügen über automatische Systeme, die dem Piloten das Durchstartmanöver erleichtern, z. B. den TOGA-Knopf. Sobald die Schubumkehr aktiviert wurde, darf nicht mehr durchgestartet werden.

## Sprachgebrauch
Wenn im allgemeinen Sprachgebrauch von Durchstarten gesprochen wird, ist fast immer gemeint, dass jemand in einem neuen Job oder Projekt von Beginn an zügig vorankommt, ohne Zeit für Einarbeitung zu benötigen. Dass das aus der Luftfahrt stammende Bild in dieser Bedeutung nicht passt, wird ignoriert.